# Flavomeliturgula schwarziana
Flavomeliturgula schwarziana là một loài Hymenoptera trong họ Andrenidae. Loài này được Patiny mô tả khoa học năm 2004.